# Villaria
Villaria là một chi thực vật có hoa trong họ Thiến thảo (Rubiaceae).

## Loài
Chi Villaria gồm các loài: